# Aphthonoides bergeali
Aphthonoides bergeali es un coleóptero de la familia Chrysomelidae. Fue descrita científicamente por primera vez en 2005 por Doeberl.